# Benzotrichlorid
Benzotrichlorid ist eine chemische Verbindung aus der Gruppe der aromatischen Chlorkohlenwasserstoffe. Es ist eine farblose, stechend riechende Flüssigkeit.

## Gewinnung und Darstellung
Benzotrichlorid wird durch Chlorierung von Toluol gewonnen, wobei zum Beispiel Dibenzoylperoxid als Initiator benutzt werden kann.

## Eigenschaften
Benzotrichlorid ist eine farblose, stechend riechende Flüssigkeit, welche sehr schlecht löslich in Wasser ist. Die Dämpfe von Benzotrichlorid sind siebenmal so schwer wie Luft.

### Sicherheitstechnische Kenngrößen
Benzotrichlorid bildet erst bei höheren Temperaturen entzündliche Dampf-Luft-Gemische. Die Verbindung hat einen Flammpunkt bei 108 °C. Der Explosionsbereich liegt zwischen 2,1 Volumenprozent als untere Explosionsgrenze (UEG) und 6,5 Volumenprozent als obere Explosionsgrenze (OEG). Die Zündtemperatur beträgt 420 °C. Der Stoff fällt somit in die Temperaturklasse T2.

## Verwendung
Benzotrichlorid wird ausschließlich als Zwischenprodukt zur Herstellung von Benzoylchlorid, Benzotrifluorid (Ausgangsstoff für Herbizide, Farbstoffe, Pharmazeutika), Farbstoffe und 2,4-Dihydroxybenzophenon verwendet.

## Sicherheitshinweise
Benzotrichlorid ist als krebserzeugend, Kategorie 1B eingeordnet.

## Nachweis
Benzotrichlorid kann in Luft durch gaschromatographische Bestimmung mit Flammenionisationsdetektor bestimmt werden.